# Hypogastrura packardi
Hypogastrura packardi är en urinsektsart som först beskrevs av James P. Folsom 1902.  Hypogastrura packardi ingår i släktet Hypogastrura och familjen Hypogastruridae. Inga underarter finns listade i Catalogue of Life.